# Koszmosz–8
A Koszmosz–8 (oroszul: Космос 8) Koszmosz műhold, a szovjet műszeres műhold-sorozat tagja. Technológiai kutató, mikrometeorit-vizsgáló műhold.

## Küldetés
Az űrtechnikai eszköz fejlesztésének próbája, adatgyűjtés a meteorveszély mértékéről 250-600 kilométer közötti magasságban. Piezoelektromos mikrometeorit érzékelővel szerelték fel. A Koszmosz–1, Koszmosz–6 által végzett feladatot folytatta. A műholdakat csak típusjelzéssel látták el (sikertelen indításnál a következő indítás kapta a jelölést).

## Jellemzői
Az OKB–1 tervezőirodában kifejlesztett és megépített DSZ-K8 típusú műhold. Üzemeltetője a szovjet Tudományos Akadémia.
1962. augusztus 18-án a Kapusztyin Jar indítóállomásról egy Majak–2 típusú indítóhelyről egy Koszmosz–2I (63SZ1) rakétával juttatták alacsony Föld körüli pályára. A 62,9 perces, 49 fokos hajlásszögű elliptikus pálya perigeuma 244 kilométer, apogeuma 372 kilométer volt. Hasznos tömege 338 kilogramm, energiaforrása kémiai akkumulátor.
A sorozat felépítését, szerkezetét, alapvető fedélzeti rendszereit tekintve egységesített, szabványosított könnyű tudományos-kutató űreszköz. Felépítését tekintve két félgömbbel lezárt hengeres test. A felső félgömbben helyezték el a tudományos készülékeket, külső felületén az érzékelőket. A hengeres részben a szolgálati egységeket (programvezérlő, adatrögzítő, telemetria). A hátsó félgömbben az energiaellátást biztosító kémiai akkumulátorok kaptak elhelyezést. Az egyenletes belső hőmérsékletet cirkuláló gáz (nitrogén) biztosította. A hőegyensúlyt sugárzáselnyelő anyaggal, illetve zsalus radiátorral biztosították.
1963. augusztus 17-én befejezte tudományos programját, földi parancsra belépett a légkörbe és megsemmisült.

## Külső hivatkozások
- Koszmosz–8. nasa.gov. (Hozzáférés: 2012. november 30.)
- Koszmosz–8. lib.cas.cz. [2013. október 13-i dátummal az eredetiből archiválva]. (Hozzáférés: 2013. április 6.)

| Elődje: Koszmosz–7 | Koszmosz-program 1962 | Utódja: Koszmosz–9 |